# Hamiti
Hamiti (hamitski narodi) - jedna od bivših (danas nepriznata) dviju grana velike afroazijske, tj. nekadašnje semitsko-hamitske etnolingvističke porodice koja obuhvaća više naroda, navodno porijekla od biblijskog Hama, brata Šemovog. Hamiti se dalje granaju na više ogranaka i rašireni su kroz sjevernu Afriku.

## Ime
Ime je došlo po Noinom sinu Hamu.

## Etnografija
Hamitski narodi i plemena
Hamiti se dijele na više ogranaka, to su: 
- A) Kušiti, u koje su prije klasificirani i Omotički narodi žive u Etiopiji, Keniji, Somaliji, Džibutiju, Sudanu. Predstavnici su im:

Bedža,  više plemena, neka su semitizirana; 
Agaw; 
Kambatta; 
Oromo (Galla),  danas 11 naroda; 
Somalci,  danas 12 naroda; 
Sidamo;  
Afar ili Danakil (2 naroda): Afar i Saho.
- B) Omotički narodi, danas podijeljeni na 52 naroda: Banna-Hamar, Basketto, Gimira, Kaffa, Arára do Jiparaná,

- C) Berberi  oni žive kroz sjevernu Afriku i obuhvaćaju mnoga plemena u Maroku, Alžiru, Tunisu, Libiji, Egiptu, Mauritaniji, Maliju Čadu i Nigeru, Kabili, Šavija, Tuaregi, Rifi, Zenaga, Guanči, Shilha, Zuara.

- D) Egipatska grana: stari Egipćani, i današnji potomci Kopti, čiji se liturgijski jezik danas koristi u egipatskoj koptskoj crkvi. Pridošli Egipatski Arapi, semitski su narod etnički i jezično nesrodan pravim Egipćanima, iako često govore o slavnoj prošlosti Egipta, na način kao da je njihova.
- F) Čadski narodi.

Običaji
Antropolozi Hamite dijele na istočne i zapadne. O njihovim migracijama na tlo Afrike poznato je malo, ili ništa. Kulturno se razlikuju i prema lokalitetu. Berberska plemena sjeverne Afrike, zvani i Imazighen, žive ili kao nomadi (Tuaregi) ili po malenim nezavisnim selima kao farmeri i od zanatstva. Od 7. stoljeća mnogi su islamizirani. Tuaregi su organizirani po plemenima i s feudalnim sistemom koji se sastoji od plemićkih obitelji i vazala i robova ne-Tuarega. Svojim karavanama deva putuju velikim prostranstvima Sahare. Kušiti istočne Afrike žive od stočarstva, ali ima i skupina koje se bave lovom, ribolovom i sakupljanjem.  Tako Kušiti iz Kenije iz plemena Boni, Wata, Yaaka i Dahalo lovci su i sakupljači što žive organizirani po malenim skupinama, ali u novije vrijeme i oni postaju stočari. Nomadi su i pleme Boran iz sjeveroistočne Kenije, broje oko 70,000. U Distriktima Moyale i Marsabit žive Burji, oni su sjedilački farmeri, ugajaju cerealije, ali i kavu, pamuk i duhan. Pleme Dassenich također obrađuje tlo nakon sezone kiša, i lovi ribu na jezeru Turkana. Pleme Elmolo, tradicionalni ribari s jezera Turkana hvata ribu s palminih splavi. Danas su pak prihvatili i komercijalni ribolov, uzgoj stoke i turizam kojim si popunjuju budžet.

## Kratka povijest
Prema Bibliji, Ham najmlađi Noin sin i brat Jafetov i Šemov, imao je 4 sina, to su Misrajim (Mizraim), Kuš (Cush), Put i Kanaan. Prema Hamu dano je kolektivno ime narodima koji su potekli od njegovih sinova, to su Hamiti. Ham se u Bibliji opisuje i kao 'otac Kanaana' (Post 9, 18). On se povezuje i s Egiptom kao u ' pa ta' en Kem ' (zemlja egipatska). I kod Kopta, izravnih potomaka starih Egipćana Egipat se naziva Kame, Keme, Kimi i Kheme. Stari Egipćani nazivali su sebe Kmtjw (Kemetu) i Kmmw (Kmemu) or crni narod. I hamovo ime znači crn i moglo bi biti u vezi sa staroegipatskim i koptskim imenom za Egipat. Iako ime označava crnu boju, Hamiti nisu crnci, i rasno im ne pripadaju, ali oni ponekad znaju biti tamnije puti, slično kao i Židovi, ali to nije uvijek tako. Sinovi Hamovi izrodiše 30 naroda.
Prvi na listi je Kuš (Cush), on je najtamnije puti i dade porijeklo Kušitima Etiopije. Među njima poznajemo narode i plemena Somalci, Rendille, Galla, Boni, Borana, Gabbra, Orma, Sakuye. Drugi je Misrajim (Mitsrayim ili Mizraim) i on daje porijeklo Egipćanima. Treći je Put što da porijeklo Libijcima. Četvrti je Kanaan, i od njega potekoše Kanaanci. Ovdje pak ima lingvističkih problema, Kanaanci, narod koji je nestao, govorio je semitskim jezikom, srodim sa židovskim, ako ne i istim. Biblija ih pak svrstava u hamove potomke. Kanaanci što govoraše semitskim jezikom jedini su što nisu živjeli u sjevernoj Africi. Lingvistički vode se redovito kao članovi semitske porodice. Od Kanaana potekoše narodi poznati kao Jebusejci (Jebusites), Amorićani (Amorites), Perizejci (Perizzites), Girgašani (Girgashites), Hivijci (Hivites), Arkijci (Arkites), Sinijci (Sinites), Arvađani (Arvadites), Semarjani (Zemarites) i Hamaćani (Hamathites). -Libijci, Putovi potomci, su također govorili semitskim jezikom, i zna se da su bili neprijatelji Egipćana. Stari Libijci. od Egipćana nazivani Tjehenu ili Tjemehu, sastojali su se od više naroda, opisani kao tamnoputi i bradati narod plavih očiju koji je živio polunomadskim životom. Plave oči nisu karakteristika crnaca.

## Jezici
Hamitskim jezicima pripisivali su se svi nesemitski jezici, a danas su svrstani u kušitsku, egipatsku, omotičku, berbersku i čadsku porodicu.

## Vanjske poveznice
- Hamites